# Pithecia vanzolinii
Pithecia vanzolinii é uma espécie de parauaçu, um Macaco do Novo Mundo, da família Pitheciidae e subfamília Pitheciinae. É endêmico do Brasil.
A espécie foi descrita pelo mastozoólogo estadunidense Philip Hershkovitz em 1987, com base em 37 espécimes coletados nos estados brasileiros do Acre e Amazonas. O nome da espécie é uma homenagem ao zoólogo brasileiro Paulo Emílio Vanzolini, na época diretor do Museu de Zoologia de São Paulo, onde está depositado o espécime-tipo de Pithecia vanzolinii.
Até 2017, o último registro da espécie na natureza tinha sido feito em 1956 pelo ornitólogo brasileiro Fernando da Costa Novaes e pelo taxidermista M. M. Moreira, ambos do Museu Paraense Emílio Goeldi. Com base em um exemplar caçado para subsistência em uma Reserva Extrativista do Acre em 2016, o biólogo brasileiro André Nunes e o primatólogo peruano José Eduardo Serrano-Villavicencio registraram a espécie após 61 anos.